# Вячеслав Бутусов
Вячеслав Генадиевич Бутусов (роден на 15 октомври 1961 г., Красноярск, СССР) е съветски и руски рок музикант, певец, композитор, писател, общественик; заслужил артист на Руската федерация (2019), лауреат на наградата на Ленинския комсомол (1989). Лидер и вокалист на рок групите Nautilus Pompilius, Ю-Питер и Орден Славы.

## Музикална кариера

### 1982 – 1997: Nautilus Pompilius
Докато е студент първа година в Свердловския архитектурен институт, той се запознава с музиканта Дмитрий Уметски. Двамата младежи били запалени по музиката и често се събирали да свирят заедно. Това води до записването на първия албум на Nautilus Pompilius, Pereyezd (Преместване) през 1982 г., който има малък успех. През същата година Бутусов се запознава с поета Иля Кормилцев. Заедно записват първия зрял албум на групата „Невидимка“ през 1985 г. Следващата година тандемът им издава записа „Разлука“, който донася популярността на бандата. Последният албум на групата, Yablokitai, е записан от Бутусов и Кормилцев през 1996 г. в Англия.

### от 1997: солова кариера
След разпадането на Nautilus Pompilius Бутусов започва своята солова кариера. През 1997 г. записва Nezakonnopozhdenniy AlKhimik doktor faust pernatiy zmey с Юрий Каспарян, а през 1998 г. – първия си солов албум Ovaly. През тези години той има и кратка епизодична роля в руски криминален филм Брат. През 20-те години на XXI век Бутусов се насочва към класическата музика. Композира музиката към театралната пиеса „Двама царе“ по пиесата на Борис Акунин и пише либрето за симфоничния проект „Плачът на Адам“.

### 2001 – 2017: Yu-Piter
През 2001 г. Вячеслав Бутусов основава групата Yu-Piter с бившия китарист на „Кино“ Юрий Каспарян. Те са записали седем албума, като последният е Gudgora през 2015 г. Yu-Piter е разпуснат през 2017 г.

## Личен живот
Бутусов е женен за Анжелика Естоева (родена 1970 г.). Има четири деца: три дъщери – Анна (родена 1980 г.; с първата си съпруга Мариана Доброволски-Бутусова), Ксения (родена 1991 г.), София (родена 1999 г.) и син Даниил (роден 2005 г.).

## Дискография
- Без албумите на Nautilus Pompilius и Yu-Piter

### Солови албуми
- Овалы (1998)
- Тихие игры (2001)
- Модель для сборки (альбом)|Модель для сборки (2008)
- Гудбай, Америка! (2017)
- Аллилуйя (2019)
- Chiaroscuro (2020)

### Колаборации
- Мост (1985)
- НезаконНоРождённый АльХимик доктор Фауст — Пернатый Змей (1997)
- Элизобарра-торр (2000)
- Звёздный падл (2001)[5]

## Филмови саундтраци
- Брат (1997)
- Брат 2 (2000)
- Война (2002)
- Жмурки (2005)
- Игла Remix (2010)
- Нас других не будет (2021)
- У края бездны (2024)

## Филмография
| Раньше было другое время              | 1987 | камео         |
| Зекрало для героя                     | 1987 | камео         |
| Рок из России                         | 1988 | камео         |
| Серп и гитара                         | 1988 | неуказано име |
| Настя и Егор                          | 1989 | камео         |
| СВ. Спальный вагон                    | 1989 | пътник        |
| Брат                                  | 1997 | камео         |
| Александр Башлачёв. Смертельный полет | 2005 | камео         |
| Митьковская встреча эры милосердия    | 2020 | Глеб Жеглов   |
| Нас других не будет                   | 2021 | себе си       |

## Публикации
- Виргостан (2007)
- Антидепрессант. Со-Искания (2007, в съавторство с Николай Якимчук)
- Архия (2011)

## Награди
- Награда на Ленинския комсомол (1989) за песните му с Nautilus Pompilius[6]
- Награда „Златен грамофон“ (2004) за песента му „Градско момиче“
- Царскоселская Художественная награда (2007)
- Медал „15 години Кемеровска и Новокузнецка епархия“ (26 март 2009 г.)
- Орден „За заслуги към отечеството“, IV степен (13 октомври 2011 г.). За приноса му в развитието на музиката, изкуството и дългогодишна творческа дейност.[7]